# 河合ほのか
河合 ほのか（かわい ほのか、1979年6月24日 - ）は、日本の元AV女優。
埼玉県出身。血液型:A型。身長:147cm。スリーサイズ:B85(F)・W56・H84。

## 出演作品
2002年
- ミニモミ。FUCKだぴょん。3ばん（3月26日、宇宙企画）出演：雪野 あいか、七瀬 ゆな、姫野 優香
- SHONAN女子校生MAP（5月26日、ビッグモーカル）出演:星川 いずみ、小沢 千里、水樹 ゆり、有村 麗
- ネコミミーナ２（8月24日、メディアステーション）出演:双葉 このみ、憂木 愛美、藤森 綾子
- へアレス8！（9月29日、宇宙企画）出演:沖 亜美、平井 愛香
- 近親相姦第3全集（11月15日、桃太郎映像出版）出演:小鳩 マミ

2003年
- From H（MON）（2月10日、アラジン）出演：望月 るあ
- レズられた私 2（2月6日、ソフトオンデマンド）出演：水咲 涼子
- 18歳Eカップ娘SEXキャスティング GIRL FUCKS3（3月28日、ビッグモーカル）出演：水島早苗、渡辺里穂、望月るあ
- おなにーLIVE＆いたずらLIVE 120分（5月20日、ホットエンターテイメント）出演：新堂 真美、林 かれん、氷咲 沙弥、内藤 花苗、愛葉 亜希、上村 春奈、加護 遥、澤田 まゆみ、仲名 楓、他
- 自慰［THE ONANIE］4時間100人（7月15日、ホットエンターテイメント）出演：朝河 蘭、八神 かづき、双葉 このみ、前野 ちあき、萩原 さやか、川奈 まり子、千堂 マリア、山川 なな、青木 ゆう、菅野 えり、他
- 超チ○ポ狂い×3[闇討ちザーメン搾り]（7月19日、SODクリエイト） 出演：黛 まりな、七海 りあ
- 中出しマンボウ（11月15日、マルクス兄弟）出演：加護 あいり、奥田 恵美、下川 聖子、ももせ ゆり
- 全国女子校生MAP（11月26日、ビッグカモール）共演：市川 ひろみ、木梨 真子、萩原 さやか、小沢 千里、平井 まりあ、長谷川 ゆい、桜井 流々、瑞樹 あんな、滝沢 あや

2004年
- ナマでやってよ！！（5月11日、MARX）出演:山口 玲子
- セックスドロイド ほのか（4月21日、A6 Inc.）
- SG倶楽部 競泳水着の肉体美 インストラクターの肉体美！（9月9日、アドグループ）
- DOUBLE EYE VOL.02（9月22日、ドリームチケット）共演：広瀬 奈央美
- 連続中出し絶頂（4月27日、麒麟堂）

2006年
- リアルハメ撮り2演技ではない素人娘達の本気汁作品（8月10日、ファーストビジョン）出演:冴島 みどり、他
- 18歳Eカップ娘SEXキャスティング THE BEST（商品発売日： ---- 、 ビッグモーカル）出演他:大野 香代子、相沢 一愛、武田 広子、松島 千秋、沙里奈ユイ、星川いずみ、天衣かおり、望月るあ、他
- 福満（商品発売日： ----、メディアステーション）出演他:朝河 蘭、岡崎 あい、岡野 美憂、笠木 忍、竹内 優美子、中根 ゆま、仲本 みなみ、堤 さやか、田畑百子、氷咲沙弥、他
- 淫性（グットヴィジョン）

## エピソード
2002年4月11日に新宿ロフトプラスワンで行われたMAN-ZOKUナイト4月号で、フェライドグランプリ2002に出場している。